# Арабела
Арабела — один из сапароанских языков, на котором говорит население двух деревень на северо-востоке Перу. Число носителей — около 50 человек, некоторое количество также понимает арабела, но не говорит на нём. Арабела относят к языкам, находящимся на грани исчезновения. Почти все носители также владеют испанским или кечуа в качестве второго языка.
Характерный порядок слов — SVO. Наиболее близкородственен язык сапаро, имеющий сегодня лишь 1 носителя, а также мёртвые языки андоа и конамбо. Сфера использования языка ограничивается общением небольшого круга пожилых людей, молодое поколение почти полностью перешло на испанский. Арабела имеет официальный статус в районе распространения, согласно конституции Перу, однако это не спасает язык от исчезновения. Письменной литературы на языке нет, имеются лишь некоторые школьные материалы, ранее использовавшиеся для образования.